# Christen Smith (militärläkare)
Christen Smith, född 1819, död 1910, var en norsk militärläkare. Han var brorson till naturforskaren Christen Smith och far till ingenjören Gabriel Smith.
Smith blev candidatus medicinæ 1844, verkade från 1849 som militärläkare och var slutligen 1889–97 brigadläkare (sanitetsmajor) i Bergen. Han deltog 1858 i upprättandet av Grefsens vattenkuranstalt, vars läkare han var en följd av år, och 1860–72 stadsläkare i Kristiania. Han var en bland stiftarna (1882) av Det militær-medicinske selskap. Han inlade förtjänster om den militära sjukvården genom att uppfinna eller förbättra transportmedel för sjuka och svårt sårade.